# Palazzo della Cancelleria del Presidente del Consiglio dei ministri
Il palazzo della Cancelleria del Presidente del Consiglio dei ministri (in polacco: Gmach Kancelarii Prezesa Rady Ministrów) è la residenza ufficiale del Presidente del Consiglio dei ministri della Repubblica di Polonia.
L'edificio si trova a Varsavia.